# Аматорські гуртки
Ама́торські гуртки́ (лат. amator, фр. amateur — любитель) — в Російській імперії назва самодіяльних гуртків, що складалися з любителів театрального мистецтва.
В Україні аматорські гуртки виникли в 1840-ві—1850-ті роки в Полтаві, Чернігові, Немирові, Бобринці; у 1860—1870-ті роки — в Єлисаветграді, Києві, Харкові, Ніжині та ін.
З аматорських гуртків вийшла плеяда видатних діячів українського театру: Марко Кропивницький, Іван Карпенко-Карий, Панас Саксаганський, Марія Заньковецька, Микола Садовський, Марія Садовська-Барілотті, Ганна Затиркевич-Карпинська та ін.
Джерелом розвитку українського професійного театру були аматорські гуртки.